# Фантазијске новчанице
Фантазијске новчанице или фантазијски новац (енгл. fantasy issues) означава издања слична новцу, чија је основна карактеристика да нису одобрена од било које институције државне власти суверене државе у чије се име, или за чију се територију (или делове територије) тај „новац” штампа или кује. Како се ради углавном о приватним издањима новчаница она нису средство плаћања, већ најчешће имају политичку или неполитичку пропагандну улогу.

## Основне поставке
Фантазијске новчанице, су измишљена и лажна монетарна издањима, често се врло типичним фалсификатима. Њихово издавање најчешће, има пропагандно-политичку улогу. Зато су у свету издавачи овог новца разни сепаратистички, ослободилачки и други покрети, углавном у иностранству (политичка емиграција).
Издавачи ових новчаница могу бити и приватна лица или институције у самој земљи за коју се исти издаје. 
Како се ради углавном о приватним издањима која нису средство плаћања, фантазијски новац најчешће има пропагандну функцију (политичку или неполитичку). 
Занимљиво је да се највећи број новчанице ове врсте односе на бившу СФР Југославију. Наиме први наговештаји распада Југославије тесно су били везани за нумизматику. Такав новац се појавио у свим федералним јединицама бише СФР Југославије осим у Војводини. Нека од ових издања попут словеначких тада још незваничних „Липа” које су проглашене за полу-званична средства плаћања, упоредо са још увек службеним југословенским динаром. Већ почетком 1990. године липа заузима место у монетарном систему Словеније. То толеришу словеначке, а не спречавају југословенске савезне власти. Прво издање била је новчаница од 1 липе са датумом 29.11.1989. године. Да овај тренд штампања фантазијских новчаница није карактеристичан само за оне земље које су желеле да напусте Југославију говори и податак да је и у Србије дошло до појаве издавања фантазијских новчаница почетком 1990-их. То су била сувенир издања пропагандног карактера, оба издања - за Србију и за Црну Гору - штампана у Ужицу. То је била „Србијанка” као новчаница Републике Србије и тзв. Уједињених Српских Република, као и „Перпер” као новчаница Републике Црне Горе.
Међутим мотив за израду ових новчаница не мора бити политичко-пропагандни (ако је то најчешћи разлог издавања), већ жеља неког аутора да види и покаже другима како су неке новчанице могле изгледати да су биле издате.
Такође поједини нумизматичари да би мало освежили нумизматичко тржиште, у области фантазијских новчаница, приступају изради „нових” чији се дизајн базира на неизданим новчаницама. Пример за то су новчанице ФНР Југославије с краја 40-их и почетка 50-их година које су познате под именом „Информбиро серија”. Ове новчанице штампао је у Немачкој почетком 20. века  .